# Hemerodromia claripennis
Hemerodromia claripennis är en tvåvingeart som beskrevs av Frey 1958. Hemerodromia claripennis ingår i släktet Hemerodromia och familjen dansflugor.
Artens utbredningsområde är Kanarieöarna. Inga underarter finns listade i Catalogue of Life.